# Pilosella arida
Pilosella arida — вид рослин із родини айстрових (Asteraceae).

## Середовище проживання
Зростає у Європі — Франція, Німеччина, Швейцарія, Австрія, Італія, Польща, Словенія, Хорватія, Сербія та Косово, Білорусь, Україна, цн.-євр. Росія.